# 李一 (道士)
李一（1969年9月13日—），原名李军，重庆沙坪坝人，高中学历。曾任中国道教协会副会长、重庆市道教协会副会长、重庆市缙云山绍龙观住持及重庆市政协委员。宣称“以道家精神倡导人类新文明”是他毕生的理想和奋斗目标。曾被各大媒体宣传成养生专家、学问大师，号称弟子3万，现在却因被曝出其履历和所谓“神通”弄虚作假而被广泛质疑。上海市道教协会表示，李一确于2000年9月拜时任中国道教协会副会长陈莲笙道长为师，在上海城隍庙举行了拜师仪式，上海城隍庙向李一颁发了“万法宗坛”的职帖，具备正一派道士资格。另说2006年才取得道籍。

## 争议
1997年1月19日，在上海电视台的《天下第一》栏目，李一坐在浸没在水中的密闭容器里呼吸（身体并未接触到水），持续142分钟，经上海公证处公证有效。2010年左右，网民突然质疑该表演偷换概念，声称水下憋气142分钟超出人类极限。